# Paraleuctra tetraedra
Paraleuctra tetraedra är en bäcksländeart som beskrevs av Harper 1977. Paraleuctra tetraedra ingår i släktet Paraleuctra och familjen smalbäcksländor. Inga underarter finns listade i Catalogue of Life.